# Gueldenstaedtia
Gueldenstaedtia je biljni rod iz porodice lepirnjača (Fabaceae). Postoje četiri priznate vrste, sve iz Azije.

## Vrste
1. Gueldenstaedtia guangxiensis W.L.Sha & X.X.Chen
2. Gueldenstaedtia henryi Ulbr.
3. Gueldenstaedtia monophylla Fisch.
4. Gueldenstaedtia verna (Georgi) Boriss.

## Sinonimi
- Amblytropis Kitag.